# Llama X-A
 (octobre 2024).
Si vous disposez d'ouvrages ou d'articles de référence ou si vous connaissez des sites web de qualité traitant du thème abordé ici, merci de compléter l'article en donnant les références utiles à sa vérifiabilité et en les liant à la section « Notes et références ».
Le Llama modèle X-A est un pistolet semi-automatique à simple action. 
Fabriqué par la firme espagnole Llama Gabilondo y Cia SA depuis 1954, il fonctionne selon le principe de culasse non calée. C'est un grand succès commercial de la firme.

## Caractéristiques
- Calibre : 32 acp
- Munition : 7,65mm browning
- Alimentation : chargeur de 8 cartouches
- Poids (arme) : 0,625 kg (carcasse tout acier)
- Longueur (arme) : 160 mm
- Longueur (canon) : 86 mm (système culasse non calée)
- Hauteur : 110mm
- longueur de mire : 110mm et fixe